# Epoke (geologi)
 For alternative betydninger, se Epoke (flertydig). (Se også artikler, som begynder med Epoke)
En epoke er en geokronologisk enhed der kan variere fra 11.500 år til 50 millioner år. Epoker samles i perioder og opdeles i aldre.
Palæogen er en periode og opdeles i epokerne:
- Oligocæn, (33,9 til 23,03 millioner år siden).
- Eocæn, (55,8 til 33,9 mio. år siden).
- Paleocæn, (65,5 til 55,8 mio. år siden).

Oligocæn opdeles i aldrene:
- Chattien
- Rupelien

De bjergarter der dannes i løbet af en epoke udgør en kronostratigrafisk enhed; serie. Serien Paleocæn blev dannet i løbet af epoken Paleocæn.